# Kostkový cukr

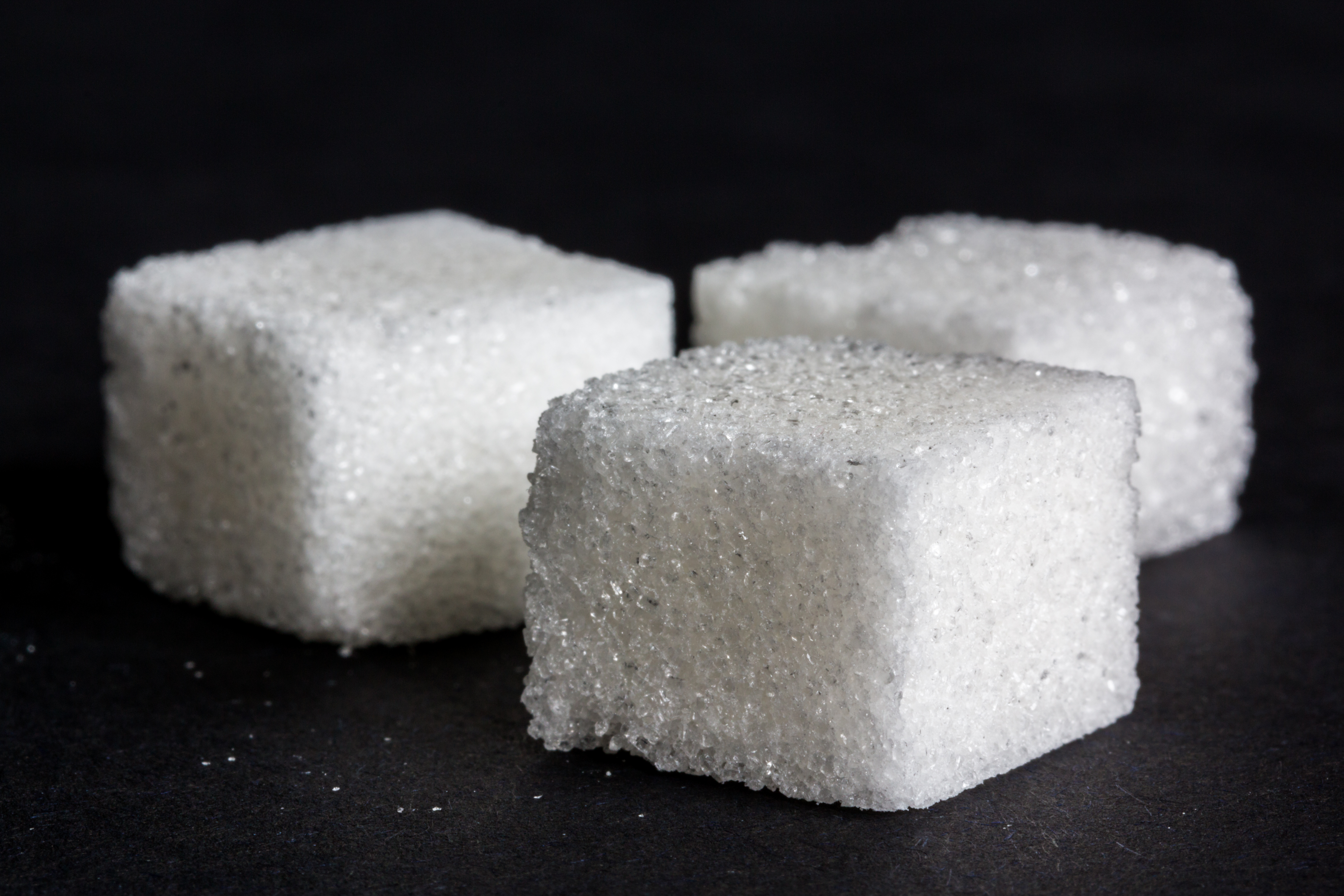
Kostky cukru

Kostkový cukr je potravinářský cukr upravený do podoby kostky. Až do poloviny 19. století se cukr distribuoval převážně ve formě cukrových homolí. Za vynálezce kostkového cukru je považován Jakub Kryštof Rad, jenž byl ředitelem dačické rafinérie a kostkový cukr si nechal patentovat v roce 1843, privilegium k výrobě kostkového cukru bylo Radovi uděleno 23. ledna 1843.

## Vynález

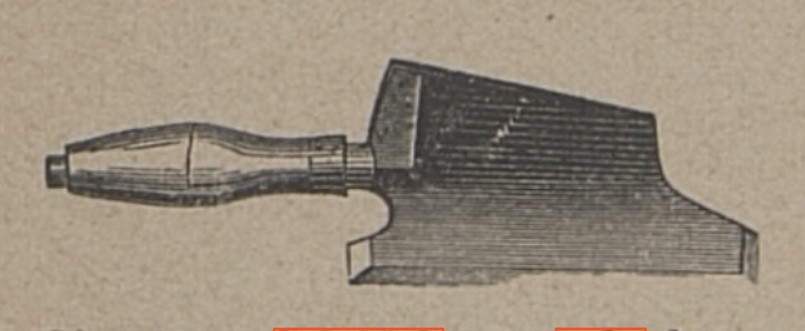
Sekáček na homolový cukr

Homole cukru byly tvrdé, o hmotnosti 1,5 až 3 kg, a k oddělení menších kousků se používal sekáček. V roce 1841 se manželka Josefa Rady Juliana měla při sekání cukrové homole poranit na prstu.  Údajně měla svého muže a další úředníky dačického cukrovaru požádat, aby vymysleli, jak štípání cukru z homolí odstranit. Její myšlenkou měla být i forma kostkového cukru, kdy by počítání kostek mohlo nahradit vážení. Privilegium na výrobu kostkového cukru bylo Radovi uděleno 23. ledna 1843 na dobu pěti let.

## Tvary
Radovy první kostky měly tvar kvádru blízkého krychli s rozměry hran 1,2 cm a 1,5 cm. Později se začaly u různých výrobců lišit a také tvar se měnil od krychle po různé geometrické tvary, např. ve tvaru znaků karetních barev bridže – kříže, kára, srdce a piky.

## Hmotnost
Kostka cukru má obvykle hmotnost 3 až 6 g (typicky 5 g). Vyrábějí se však i kostky menší a větší. Např. v Rusku jsou oblíbené kostky tvaru protáhlého hranolu o hmotnosti asi 15 g. Souvisí to s tím, že čaj se tam často pije přes kostku cukru vloženou mezi přední zuby. Kostkový cukr se nejčastěji užívá ke slazení teplých nápojů ve střední a východní Evropě, jinde je méně běžný.

## Barva
Barevnost může být různá, ale nejčastěji se lze setkat s bílou barvou, jež je způsobena užitím rafinovaného cukru bez přídavku barviv.

## Symbol
Kostka cukru byla zvolena vládou ČR v některých propagačních materiálech za symbol předsednictví ČR v Radě EU v roce 2009.

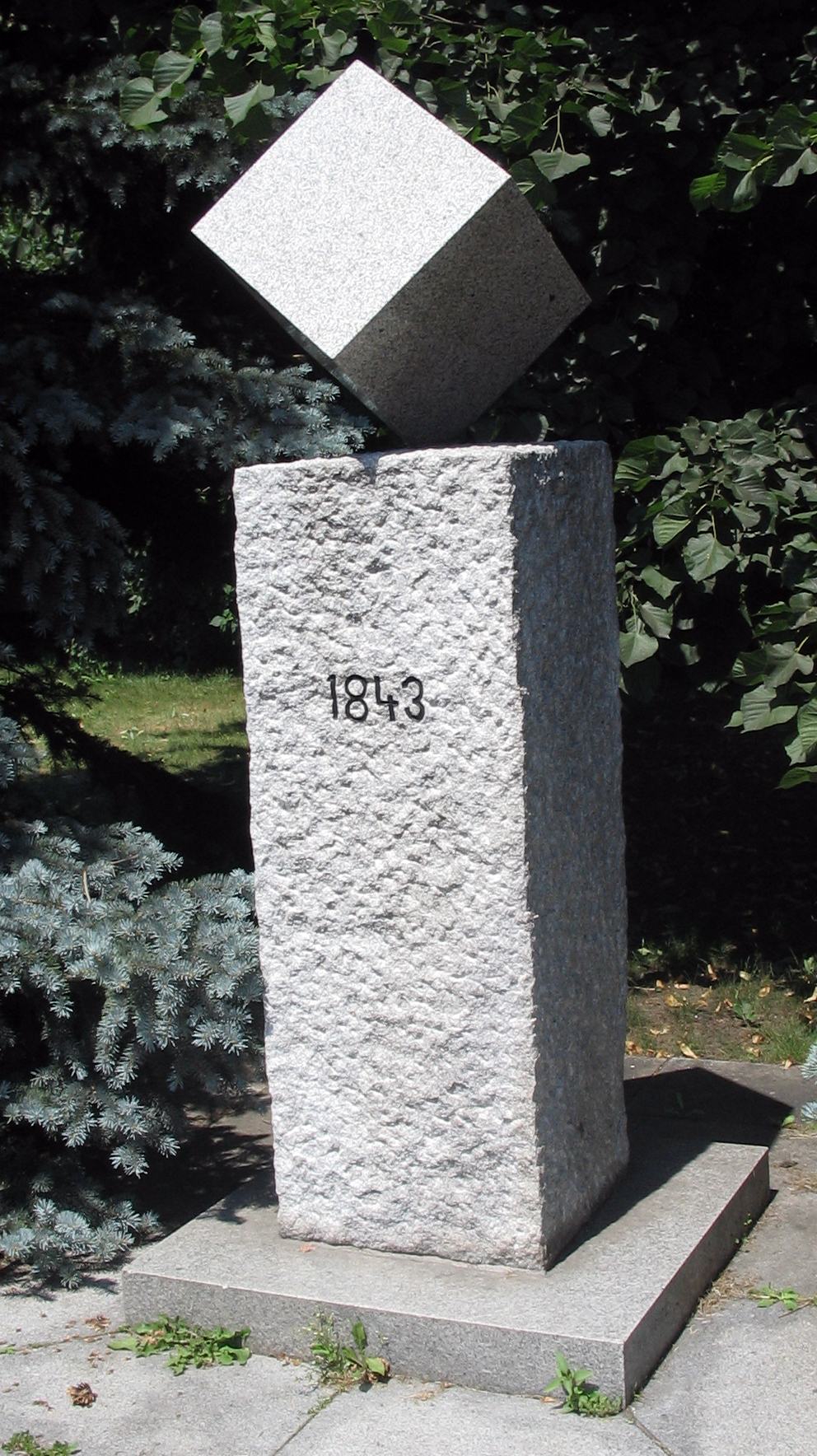
Pomník kostce cukru v Dačicích
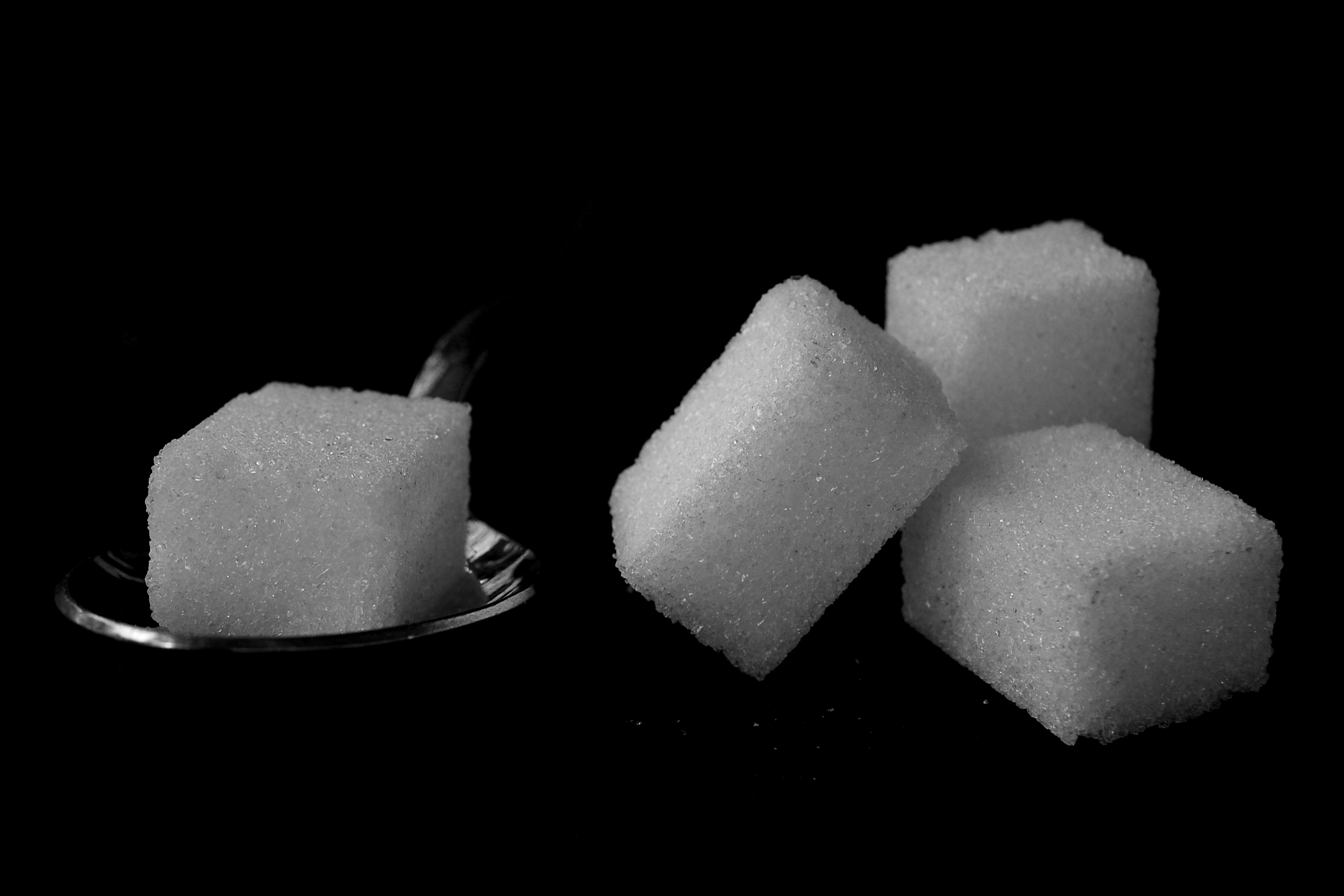
Kostky cukru
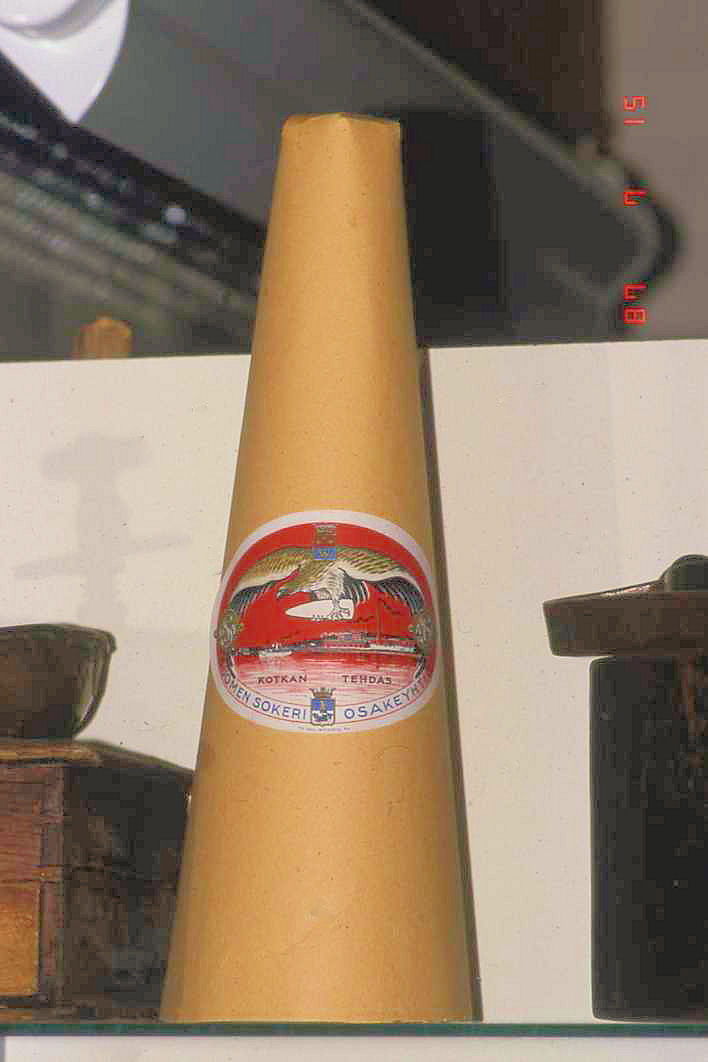
Homole cukru v obalu
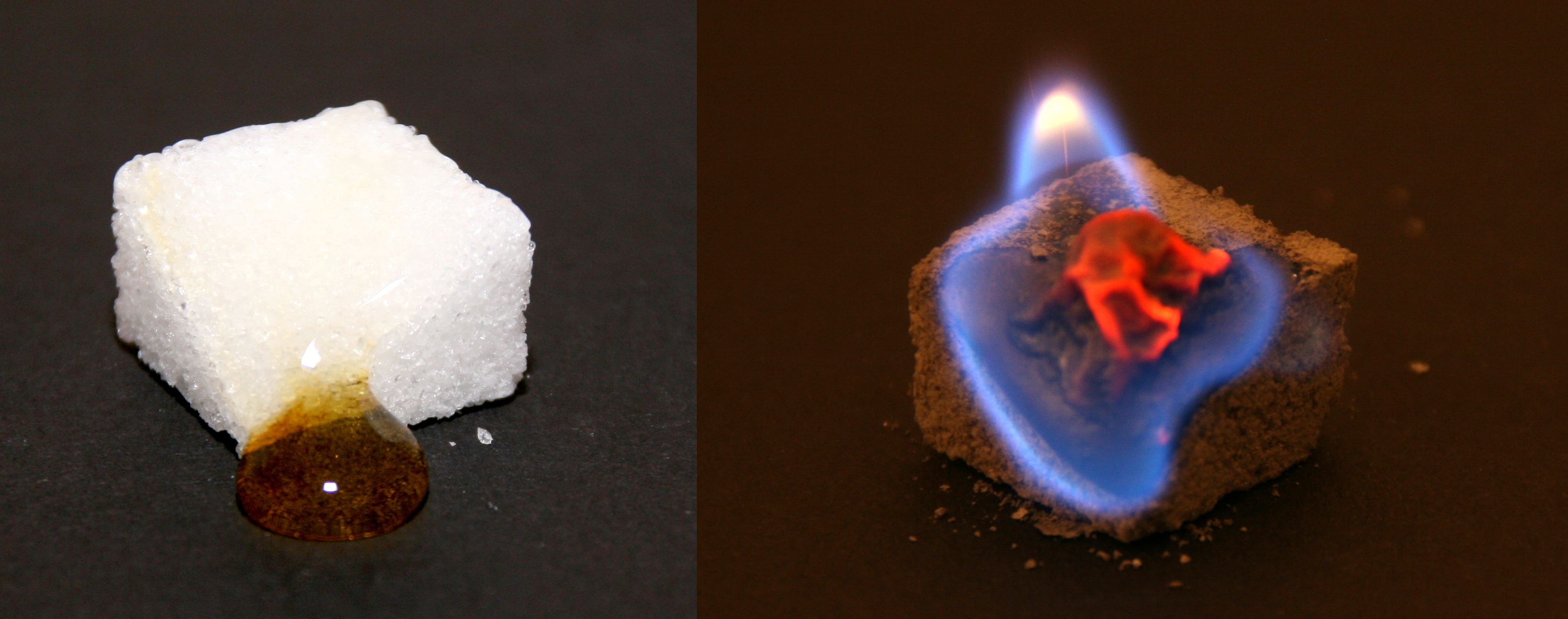
Samotná kostka cukru (vlevo) nehoří, ale vznítí se pro přidání katalyzátoru (zde popela; vpravo)